# Praefectus classis

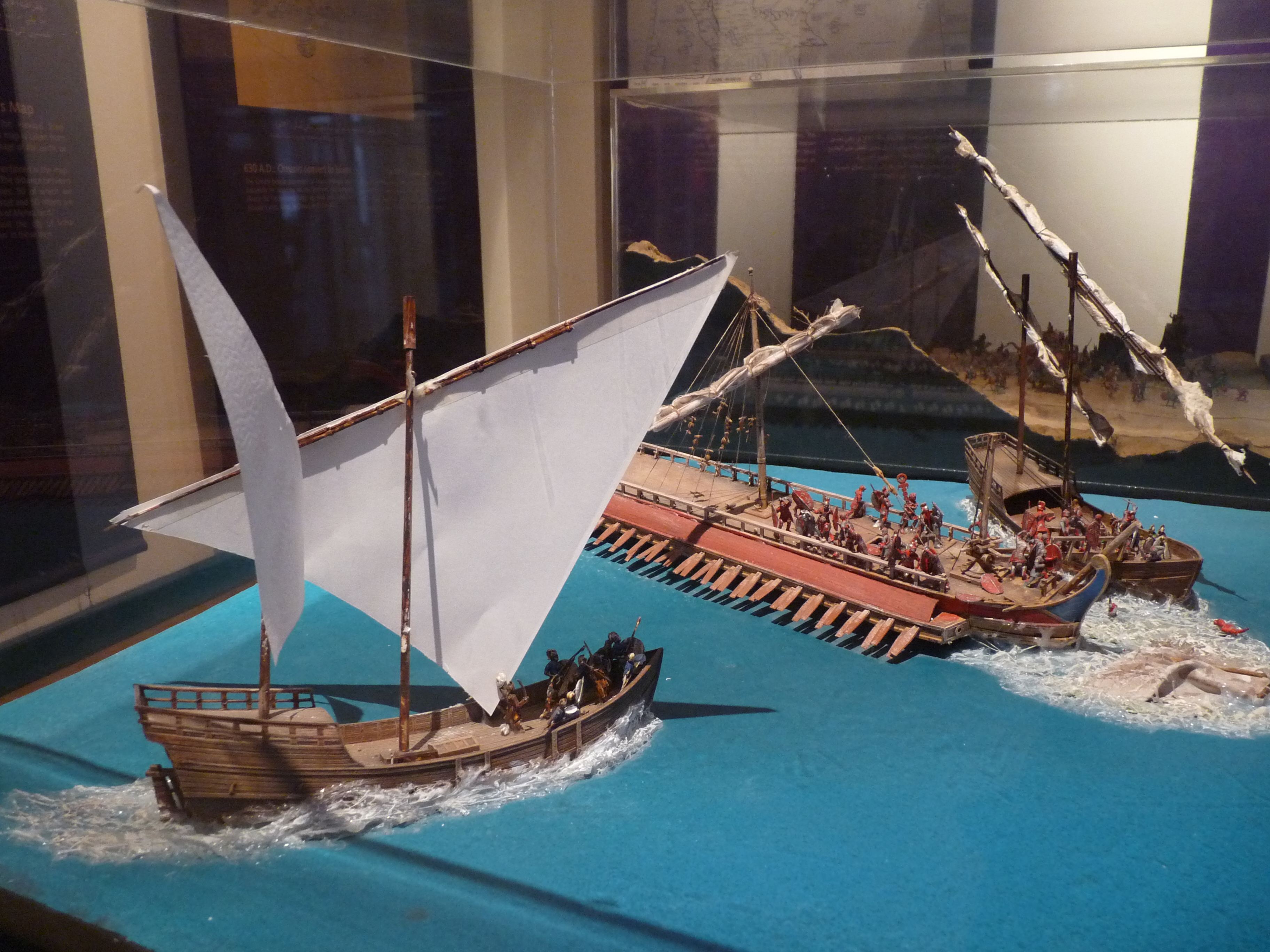
Recreación de unas flotas teniendo una guerra naval, una flota es romana

Praefectus classis, del  latín Classis = flota, significaba el comandante en jefe de una de las  tante localizadas en el Mediterráneo o el  Pontus Eusinus o a lo largo de los grandes ríos europeos, parte del ejército romano. Pertenecía a la orden ecuestre y era parte de las  prefecturas romanas. Su colaborador más cercano, y en casos particulares su sustituto era el subpraefectus classis.;.

## Historia
Durante el período republicano, el mando de la flota romana fue confiado a una magistratura o a un magistrado, normalmente del consulado romano o del pretoriano. Durante las Guerras Púnicas por ejemplo, un cónsul comandaba la flota, mientras que el otro el ejército de tierra. En las guerras posteriores en el Este, los pretorianos tomaron el mando de la flota. Sin embargo, como estos hombres tenían asignaciones políticas, la gestión real de las flotas o escuadrones navales se confiaba a sus subordinados, los "legados", sin duda más experimentados. Por lo tanto, fue durante las guerras púnicas cuando apareció por primera vez la figura del praefectus classis.
Durante el período imperial, con Augusto el praefectus classis se convirtió en el procurador Augusto, a la cabeza de cada flota permanente. Las dos flotas más grandes estaban en Ravena y Miseno. Estos lugares fueron inicialmente ocupados por aquellos que pertenecían a la orden ecuestre o por Claudio, sus libertos, asegurando así el control imperial directo sobre las diferentes flotas. Con la dinastía flavia, la condición de praefectus se confiaba sólo a caballeros con experiencia militar, que habían hecho carrera en las milicias ecuestres. De nuevo el prefecto, aunque dotado de experiencia militar, seguía siendo un político con pocos conocimientos navales, tanto que dependía de subordinados.

## Jerarquía
Había una diferencia sustancial de rango, importancia en cursus honorum entre los prefectos de la flota, que inevitablemente se reflejaba también en el stipendium entre los altos rangos del comando: 
- Los prefectos de las dos flotas praetoriae, Misenensis y Ravennatis, fueron encuadrados como procuratores ducenarii, es decir, recibieron 200 000 sestercios por año;
- el prefecto del Classis Germanica, del Classis Britannica y más tarde del Classis Pontica fueron en cambio procuratores centenari (percibiendo 100 000 sestercios);
- los otros prefectos también se llamaban procuratores sexagenarii, es decir, ganaban 60 000 sestercios.[16]

La carrera de Prefectura, incluyendo las relacionadas con la armada romana, era parte de un cursus honorum más amplio de la orden ecuestre como se ilustra a continuación:
- Milicia ecuestre: praefectus cohortis, prefecturas en Roma (vigili, coorti urbane, coorti pretorie) praefectus alae, praefectus legionis de Septimio Severo);
- Prefecturas: La marina romana de la flota, el Praefectus annonae del año, el Praefectus Alexandreae y Aegypti de Egipto, el Prefecto del pretorio del pretorio, estas prefecturas constituyeron el llamado Fastigium equestre, es decir, la cúspide de la carrera de un caballero;

La carrera ecuestre se dividía esencialmente en tres categorías de rango: C (centenario), CC (ducenario), CCC (tricenario), que correspondían a los ingresos anuales percibidos: 100 000, 200 000 o 300 000 sestercios.